# Клоновець-Курек
Клоновець-Курек (пол. Kłonowiec-Kurek) — село в Польщі, у гміні Скаришев Радомського повіту Мазовецького воєводства.
Населення — 179 осіб (2011).
У 1975-1998 роках село належало до Радомського воєводства.

## Демографія
Демографічна структура станом на 31 березня 2011 року:
|          | Загалом | Допрацездатний вік | Працездатний вік | Постпрацездатний вік |
| -------- | ------- | ------------------ | ---------------- | -------------------- |
| Чоловіки | 91      | 22                 | 64               | 5                    |
| Жінки    | 88      | 28                 | 39               | 21                   |
| Разом    | 179     | 50                 | 103              | 26                   |